# Henry Chaplin, 1.º Visconde Chaplin
Henry Chaplin, 1º Visconde Chaplin PC (Ryhall, 22 de dezembro de 1840 – Londres, 29 de maio de 1923) foi um proprietário de terras britânico, dono de cavalos de corrida e político do Partido Conservador que atuou na Câmara dos Comuns de 1868 até 1916, quando foi elevado à nobreza.

## Biografia

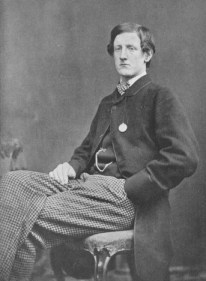
Henry Chaplin, retrato aos 18 anos

Membro de uma antiga família de Lincolnshire, Chaplin nasceu em Ryhall, Rutland, o segundo filho do reverendo Henry Chaplin, de Blankney, Lincolnshire, e sua esposa Carolina Horatia Ellice, filha de William Ellice. Seu irmão mais novo, Edward Chaplin, também era político. Chaplin foi educado em Harrow and Christ Church, Oxford, onde era amigo do Príncipe de Gales.  Aos 21 anos, ele herdou propriedades substanciais em Lincolnshire (incluindo a sede da família Blankney Hall), Nottinghamshire e Yorkshire. Ele foi um Juiz de Paz e um Deputy Lieutenant de Lincolnshire, e um membro importante do Turf.  

## Noivado com Lady Florence Paget

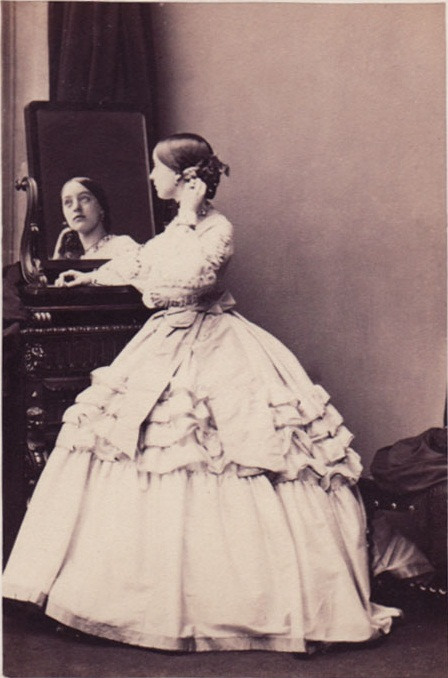
Lady Florence Paget por Camille Silvy

Em 1864, Chaplin se apaixonou e ficou noivo de Lady Florence, filha de Henry Paget, 2º Marquês de Anglesey, uma beldade famosa. O casamento seria o evento social do ano, com o Príncipe de Gales sendo um dos muitos a oferecer seus parabéns. Entretanto, durante o noivado, Florence se apaixonou secretamente por seu melhor amigo, Henry Rawdon-Hastings, 4º Marquês de Hastings. Pouco antes do casamento, ela pediu a Chaplin que a levasse à Marshall & Snelgrove na Oxford Street para complementar seu traje nupcial. Enquanto Chaplin esperava na carruagem do lado de fora, Florence atravessou a loja e saiu para o outro lado, onde Hastings a esperava em uma carruagem. Hastings e Florence se casaram no mesmo dia.  Após o casamento, uma recepção foi realizada em St James' Place antes que o casal recém-casado partisse para a lua de mel em Donington Hall, Leicestershire, enquanto o escândalo diminuía. Florence Paget informou Chaplin por carta no dia seguinte.  
No Derby de 1867, Chaplin renovou sua rivalidade com Lord Hastings. Hastings apostou milhares de libras contra o cavalo de Chaplin, Hermit.  Dez dias antes da corrida, Hermit se machucou e Chaplin foi aconselhado a não inscrevê-lo. No entanto, a lesão não foi tão grave quanto se pensava inicialmente e, embora não estivesse totalmente em forma, Hermit entrou na corrida e venceu. Lord Hastings perdeu e contraiu dívidas graves. Para piorar seu problema com álcool, o grande rival de Chaplin morreu na pobreza no ano seguinte, aos 26 anos. 

## Carreira política
Chaplin entrou pela primeira vez no parlamento nas eleições gerais de 1868 como Membro do Parlamento (MP) por Mid-Lincolnshire.  Ele representou este círculo eleitoral até que foi substituído pela Lei de Redistribuição de Assentos de 1885.  Nas eleições gerais de 1885, ele foi eleito novamente para o parlamento pela nova divisão de Sleaford , cargo que ocupou até sua derrota nas eleições gerais de 1906.  
Ele era um seguidor devoto e admirador de Benjamin Disraeli, e eles desenvolveram uma estreita amizade.  Apesar das suas diferenças políticas, Chaplin também manteve a amizade e o respeito do primeiro-ministro liberal, William Ewart Gladstone, até ao fim da sua vida.  Em 29 de abril de 1869, Chaplin fez seu primeiro discurso sobre o Projeto de Lei da Igreja Irlandesa, que destituiu a Igreja da Irlanda. 
Durante o verão de 1875, Chaplin permaneceu em Londres em vez de comparecer às corridas de Brighton, a fim de ajudar Disraeli a apoiar o Merchant Shipping Bill contra a oposição de Samuel Plimsoll.  Disraeli escreveu a Lady Bradford em 30 de julho: "Ele nunca saiu do meu lado, e sua ajuda foi inestimável. Ele é um orador nato e um debatedor também. Ele é o melhor orador na Câmara dos Comuns ou será. Marque minhas palavras".  Chaplin também apoiou o governo de Disraeli contra a oposição liberal durante os debates sobre o Projeto de Lei dos Títulos Reais, que conferiu à Rainha Vitória o título de "Imperatriz da Índia". 
Chaplin foi um defensor vitalício do proteccionismo, sendo neste aspecto o herdeiro mais proeminente das opiniões de Lord George Bentinck;  a sua filha Edith disse que ele "nasceu protecionista e até ao fim permaneceu convencido de que a reforma tarifária era a única medida que poderia restaurar um meio de subsistência satisfatório para o agricultor inglês".  Ele foi membro da Comissão Real sobre a Depressão dos Interesses Agrícolas (1879-1882) e se opôs à campanha dos Radicais para substituir os proprietários de terras pela propriedade camponesa.  O relatório final da Comissão Real atribuiu a depressão agrícola à concorrência estrangeira excessiva e à adopção do padrão-ouro, que contribuiu para o declínio dos preços.  Chaplin tornou-se posteriormente um defensor do bimetalismo. 
Chaplin foi empossado no Conselho Privado em 1885 e ocupou o cargo de Chanceler do Ducado de Lancaster no curto ministério de Lord Salisbury de 1885 a 1886.  Ele se opôs ao Projeto de Lei de Autonomia Irlandesa de Gladstone de 1886,  e quando os conservadores retornaram ao poder naquele ano, ele recusou a oferta de Salisbury do Departamento de Agricultura, que não tinha então um assento no Gabinete. 
Ele se tornou o primeiro presidente do Conselho de Agricultura em 1889, com um assento no Gabinete, e manteve o cargo até 1892. No Gabinete Conservador de 1895 a 1900, foi Presidente do Conselho do Governo Local e foi responsável pela Lei das Taxas Agrícolas de 1896.  No entanto, ele não foi incluído no ministério após sua reconstrução em 1900.  Salisbury ofereceu-lhe um título de nobreza, que ele recusou.  Chaplin era considerado uma autoridade em assuntos agrícolas e serviu na Comissão Real sobre o Fornecimento de Alimentos e Matérias-Primas em Tempos de Guerra (1903–1905), na Comissão Real sobre Habitação e na Comissão Real sobre Criação de Cavalos. Foi também presidente do Comité das Pensões de Velhice. 
Quando em 1903 o movimento de Reforma Tarifária começou sob a liderança de Joseph Chamberlain, ele deu-lhe o seu apoio entusiástico, tornando-se membro da Comissão Tarifária e um dos mais ardorosos defensores no país das tarifas em oposição ao comércio livre.  A sua filha Edith disse que a adopção da Reforma Tarifária por Chamberlain deve ter parecido a Chaplin que "a hora pela qual ele tinha esperado toda a sua vida tinha finalmente chegado"; Chaplin tinha sido criado num condado produtor de trigo que tinha sido duramente atingido pela depressão agrícola e ele tinha defendido durante anos o proteccionismo como uma solução.  Ele apoiou a campanha protecionista do "Comércio Justo" na década de 1880 e ganhou o apelido de "Protecionista Veterano".  Chaplin conquistou a gratidão de Chamberlain por seu trabalho árduo na campanha da Reforma Tarifária. 
Depois de perder seu assento em Sleaford na vitória esmagadora dos liberais em 1906, Chaplin foi reeleito para a Câmara dos Comuns em uma eleição suplementar em maio de 1907 como membro de Wimbledon.  Seu oponente era o candidato liberal independente, Bertrand Russell, que defendia o sufrágio feminino. Chaplin opôs-se a isso, dizendo que "ele pode ser muito antiquado, mas ele traçou o limite nisso".  A sua própria campanha centrou-se na Reforma Tarifária e na Preferência Imperial, na união imperial e na oposição ao Governo Autônomo Irlandês.  No seu discurso eleitoral para as eleições gerais de Janeiro de 1910, Chaplin apoiou as propostas de Lord Roberts e Lord Charles Beresford sobre a defesa nacional e reiterou o seu apoio à Reforma Tarifária. 
Em 1912, ele ficou consternado quando Bonar Law, o líder conservador, retirou as tarifas sobre alimentos como política conservadora oficial, a fim de se concentrar na luta contra o Projeto de Lei de Autonomia Irlandesa do governo liberal.  Chaplin foi um fervoroso defensor dos unionistas do Ulster na sua oposição ao projecto de lei durante a crise de 1914, acreditando que o governo autónomo seria o primeiro passo para a desintegração imperial.  Com a eclosão da Primeira Guerra Mundial, em agosto de 1914, Chaplin apoiou a posição tomada por H. H. Asquith e felicitou Margot Asquith pelo discurso do marido que anunciou a entrada da Grã-Bretanha no conflito. 
Quando os conservadores formaram uma coligação com o governo liberal em 1915, Chaplin tornou-se o líder de uma oposição na Câmara dos Comuns que ofereceu críticas amigáveis.  Ele manteve seu assento na Câmara dos Comuns até 1916,  quando foi elevado à nobreza como Visconde Chaplin, de Saint Oswald's, Blankney, no Condado de Lincoln.  Ele acreditava que as medidas de emergência tomadas pelo governo em tempos de guerra para garantir o fornecimento de alimentos tinham justificado as suas crenças proteccionistas, escrevendo em Abril de 1917 sobre "a necessidade vital de regressar ao antigo sistema e cultivar a maior parte dos nossos alimentos aqui no futuro". 
Durante a crise política do outono de 1922, Chaplin, juntamente com outros "Die Hards", opôs-se à permanência dos conservadores no governo de coligação liderado por David Lloyd George.  Em 19 de outubro, ele tentou comparecer à reunião do Carlton Club de parlamentares conservadores que decidiu acabar com a coalizão, mas sua admissão foi recusada por ser um par.  Cinco dias depois, ele escreveu a um dos principais apoiadores da coalizão, Austen Chamberlain: "O que você fez foi a coalizão!! Pelas muitas cartas que recebi, eu tinha quase certeza de que seria fatal. De longe, o maior homem do meu tempo foi Disraeli e ele declarou..."A Inglaterra não ama coalizões"." 

A personalidade de Chaplin permitiu-lhe fazer amigos de todo o espectro político e, após a sua morte, o deputado trabalhista George Lansbury escreveu no Daily Herald: "Os nossos melhores amigos foram o falecido Henry Chaplin, Lord Long e Gerald Balfour; todos eles, pelo menos, tentaram compreender-nos".  O seu colega conservador Walter Long disse que Chaplin era "um excelente orador da escola tradicional, e fez muitos "discursos" excelentes a partir do seu lugar no Parlamento, e foi um dos homens mais merecidamente populares que alguma vez viveram".  O amigo de Chaplin, Lord Willoughby de Broke, disse que ele possuía uma genialidade e gentileza que contribuíram para sua popularidade:
O público inglês, de fato, sempre reconheceu nele uma manifestação de um ideal que eles buscavam, um belo símbolo de sua própria raça, um esportista e um "Sahib", e um líder político entre as classes governantes que possuíam a terra... Ele foi um dos últimos, quase o último, dos senhores caçadores de raposas do interior que também exercia influência política... [N]inguém era metade do cavalheiro do campo que Henry Chaplin parecia... Ele possuía uma individualidade fortemente marcada, facilmente reconhecível e familiar ao público. Todos o conheciam de vista. 
Willoughby de Broke relembrou uma ocasião antes da Primeira Guerra Mundial, quando ajudou Chaplin a julgar os jovens cães de caça de Lord Lonsdale ; depois do almoço, Chaplin se levantou para responder ao brinde de "The Judges", quando todos os passeadores de filhotes se levantaram e cantaram "For He's a Jolly Good Fellow":
[Eles] o aplaudiram e o aplaudiram repetidamente antes que ele pudesse falar. Lá estava ele. Ele era "O Escudeiro". Ele era o próprio Harry Chaplin, que amava a terra, os cavalos, os bois, os cães e a caça. Ele fazia parte deles, e eles faziam parte dele; eles sabiam o quanto ele amava a agricultura, e o quanto ele odiava "Dicky Cobden" e todas as suas obras, e eles simplesmente o levaram para seus corações. 
Na sua biografia de Chaplin, a sua filha Edith disse que ele não era "de nenhum brilhantismo extraordinário, ele devia o seu poder à sua sinceridade de propósito",  e concluiu:
[E]le era um representante — quase o último representante — daquele tipo de pequena nobreza rural cuja influência política e social tanto significou para a Inglaterra vitoriana. Ele pertencia essencialmente àquela velha escola de cavalheiros rurais a quem uma longa linhagem de escudeiros havia legado uma tradição de responsabilidade para com seu país, não menos do que para com seus hectares. ... Ele era um representante de uma Inglaterra mais velha, que muda nas pequenas coisas, mas continua inalterada nas questões maiores de política e conduta - a Inglaterra essencial do bom senso, generosidade, humor e serviço fiel. 

## Agricultura

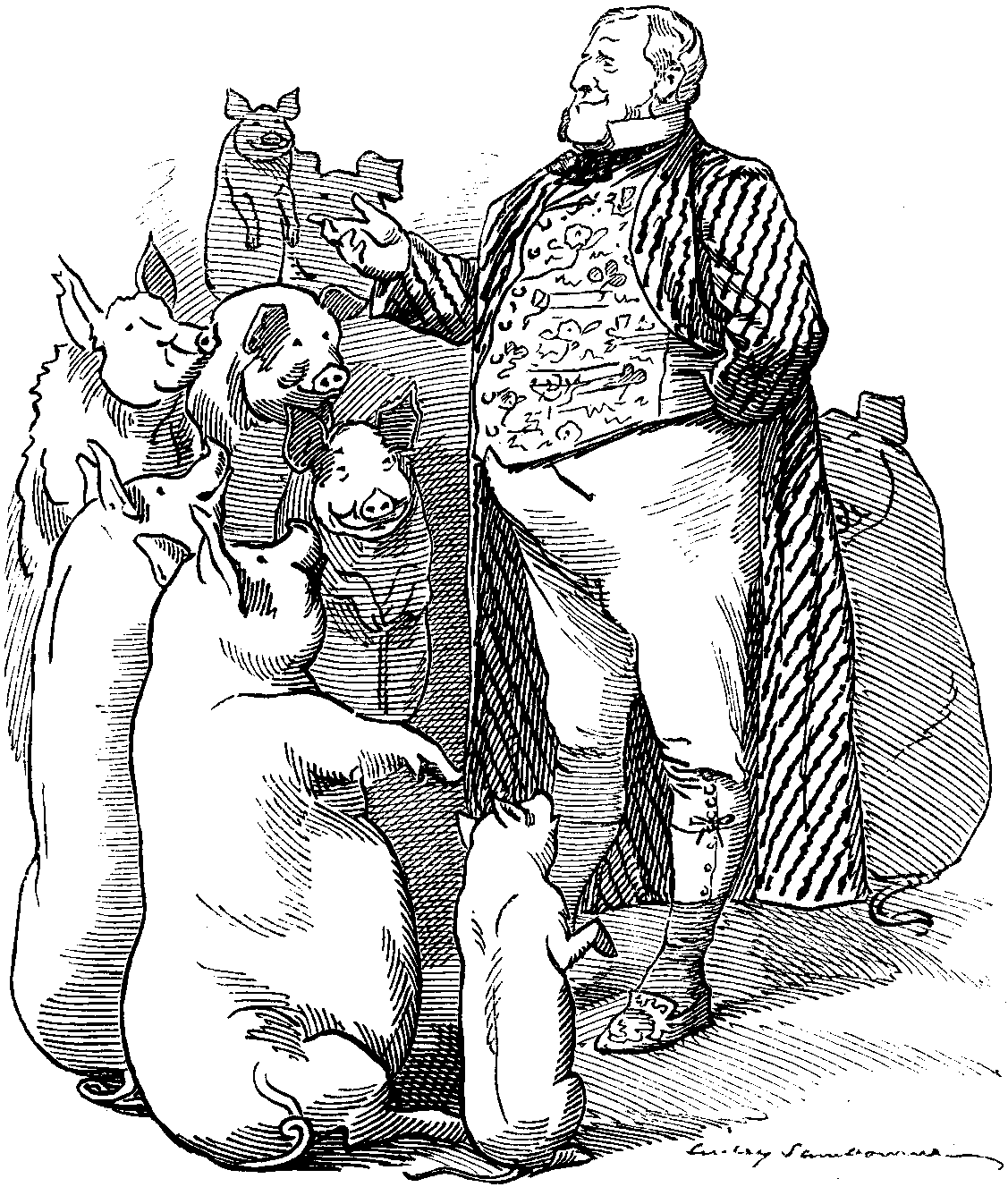
Henry Chaplin em uma charge da Punch acompanhando um artigo satírico sobre o recebimento de uma delegação sobre o assunto da peste suína.

Conhecido como o "Escudeiro de Blankney", Chaplin interessou-se ativamente por questões agrícolas, como um representante popular e típico da classe dos "cavalheiros do campo" ingleses.  Entretanto, dívidas crescentes o forçaram a vender a sede da família Blankney Hall para Lord Londesborough em 1887. 

## Família
Em 1876, Chaplin se casou com Lady Florence, filha de George Sutherland-Leveson-Gower, 3º Duque de Sutherland, que sobreviveu ao acidente ferroviário de Wigan em 1873. Eles tiveram um filho, Eric, e duas filhas, Edith e Florence. Lady Florence morreu no parto em 1881, dando à luz sua filha mais nova, Florence. Lord Chaplin permaneceu viúvo até sua morte em maio de 1923, aos 82 anos. Ele foi sucedido no visconde por seu filho, Eric. 
A filha mais velha de Chaplin e Lady Florence, a Hon. Edith, casou-se com Charles Vane-Tempest-Stewart, 7º Marquês de Londonderry, e se tornou uma conhecida anfitriã da alta sociedade. Em 1926, ela escreveu um livro de memórias de 400 páginas sobre ele. 